# 东于镇
东于镇，是中华人民共和国山西省太原市清徐县下辖的一个乡镇级行政单位。

## 行政区划
东于镇下辖以下地区：
东于社区、东于村、水屯营村、东高白村、中高白村、西高白村、新民村、方山村、马家坡村、口儿村、武家坡村、刘家峁村、南岭村、花塔村、崔家山村、太平庄村、申家山村、赵家山村、六段地村、黑岔村、洛池渠村、果子园村、阎庄村、大旺村和新立村。